# 執行猶予
執行猶予（しっこうゆうよ、英: Suspended sentence）は、判決で刑を言い渡すにあたり、被告人の犯情を考慮して、法令の定めるところにより、一定期間（執行猶予期間）刑事事件を起こさず無事に経過したときに刑罰権を消滅させる制度。

## 概要
執行猶予制度はイギリスやアメリカの宣告猶予制度から発生したものでヨーロッパの大陸諸国に広まった。ただし、イギリスやアメリカでは刑の宣告を猶予する制度として発展したのに対し、大陸諸国ではあくまでも刑は宣告した上でその執行を猶予する制度として発展した。
執行猶予制度の趣旨は、刑事政策の見地から短期自由刑の執行や前科がつくことによってもたらされる弊害を回避しつつ、被告人に対し執行猶予の取消しにより刑が執行される可能性を警告するもので、これにより被告人の善行の保持や再犯の防止を図ろうとする点にある。

## 宣告猶予制度と執行猶予制度

### 英米法における宣告猶予
イギリスでは1842年頃から裁判官の権限に基づき改善可能性のある初犯者や少年を対象として有罪判決の宣告そのものを猶予して条件付釈放とする処分が行われていた。これらは1879年の簡易裁判法、1887年の初犯者考試法などの法律で法律上の制度として整備された。
アメリカでも、1849年頃から裁判所が職権を行使して刑の執行を猶予する慣行が生まれた。1878年にはマサチューセッツ法で法制度化されたがプロベーションと一体化した制度として確立された。
イギリスもその影響を受けて1907年の犯罪者保護観察法で同様の制度を導入し、その後の立法で徐々に対象が拡充された。

### 大陸法における執行猶予

#### 条件付有罪判決主義
条件付有罪判決主義とは、行為者が一定の執行猶予期間において法令の定めるところにより刑事事件を起こすことなく無事に経過したときは有罪判決を無効にする制度である。
ベルギーでは1888年の仮釈放及び条件付有罪判決に関する法律で制度化された。また、フランスでは1891年に刑の減軽及び加重に関する法律で制度化された。

#### 条件付特赦主義
条件付特赦主義とは、判決後、行政権による行政処分によって刑の執行を猶予し、行為者が一定の執行猶予期間において法令の定めるところにより刑事事件を起こすことなく無事に経過したときは刑の執行を免除する制度である。
1895年にドイツで採用されたが、ドイツの現行法では裁判所が保護観察のための一定期間刑の執行を延期する制度になっている。

## 日本法における執行猶予
日本では刑法25条から27条の7までに規定されており、刑事訴訟法333条で刑の言い渡しと同時に、判決で言い渡すこととされている。執行猶予が付された判決のことを執行猶予付判決という。
これに対し、執行猶予が付かない自由刑のことを俗に実刑といい、その判決を実刑判決という。なお、拘留については、執行猶予ができず、常に実刑となる。
執行猶予は、公判だけでなく略式手続においても付すことができる（刑事訴訟法461条）。ただし略式手続においては罰金刑のみであり、後述のとおり罰金の執行猶予はごくまれであり実例はほとんど無い。保護観察処分がつかない執行猶予でも、旅券(パスポート)の発給が拒否されることがある(旅券法13条1項3号)。

### 沿革
沿革的には、1905年（明治38年）に『刑ノ執行ニ関スル件』が制定され、条件付特赦主義が採用されていた。
現行刑法は、条件付有罪判決主義を採っている。平成25年法律第49号による刑法改正が2016年（平成28年）6月1日に施行され、刑の一部の執行猶予が導入された。

### 執行猶予の要件
情状により、刑の全部または一部に執行猶予を付することのできる法定条件は以下の通りであり、期間は1年以上5年以下の範囲で指定される（刑法25条・27条の2）。
1. 以前に拘禁刑以上の刑に処せられたことがないか、あるいは拘禁刑以上の刑に処せられたことがあってもその執行の終了又は免除（執行猶予の場合はそれを受けた時）を得た日から5年以上の間拘禁刑以上の刑に処せられていない者…言い渡された刑が3年以下の拘禁刑又は50万円以下の罰金であるとき
2. 前に禁錮以上の刑に処せられたがその執行を猶予されている者（保護観察に付されている場合はその保護観察期間内に更に罪を犯していない者であること）…言い渡された刑が2年以下の拘禁刑であるとき（いわゆる「再度の執行猶予」）

「拘禁刑以上の刑を受けた事がない者」とは、生まれてから一度もその刑を受けた事がない者の他、刑法34条の2によって「刑の言い渡しの効力が失われた者」（拘禁刑以上の刑の執行が終わって、あるいは執行の免除を受けて10年間、罰金以上の刑を受けていない者など）も含まれる。
もっとも、罰金に執行猶予が付されることは、実務上は（略式命令の場合も含めて）ごくまれであり年間で数件。再度の執行猶予については認められる事例は少なく年間で100件から200件程度。詳細な件数は、下記執行猶予の状況を参照。なお、2014年7月に大阪地方裁判所において、執行猶予中の累犯の被告人に対し、公判で知的障害の存在が判明し、再度の執行猶予が付された例がある。
執行猶予には保護観察が付く場合がある。刑の全部の執行猶予中の保護観察は刑法25条の2に定められており、再度の執行猶予の場合は必ず保護観察が付く（刑法25条の2第1項）。したがって、再度の執行猶予で保護観察が付されている者を三たび執行猶予とすることは原則としてできないが、その保護観察が仮に解除されていたときは保護観察に付されていないものとみなされる。刑の一部の執行猶予中の保護観察は刑法27条の3に定められている。
なお、かつては売春防止法第17条・18条では公共で売春目的勧誘をした20歳以上の女子に対し、執行猶予付き自由刑を出す際に、6ヶ月の補導処分に付することができるとしていたが、2024年4月1日の売春防止法の改正で補導処分は廃止された。

### 猶予期間の経過
刑の全部の執行猶予の言渡しがあった場合、執行猶予の取消しを受けることなく執行猶予の期間が経過すると刑の言い渡しは効力を失う（刑法27条第1項）。
「刑の言渡しが効力を失う」とは、刑の言渡しの効力が将来に向かって消滅するという趣旨であり、法律上の復権とも言う。したがって、執行猶予の期間が経過すれば「拘禁刑以上の刑に処せられたことがない者」に該当することになるので、再び罪を犯したとしても刑法25条1項1号に基づき執行猶予を受けることはできる。しかし、刑の言渡しの事実そのものまでもが無くなるわけではないので、同種の罪を再び犯した場合などは特に情状が重くなり、量刑に影響することは十分に有り得る。
執行猶予期間の経過によって刑の言い渡しの効力が将来的に消滅する結果、いわゆる（狭義の）前科にはならず、通常、「資格制限」（各々の法律により定める）も将来に向けて無くなる。
また、刑の一部の執行猶予の言渡しがあった場合、執行猶予の言渡しを取り消されることなく執行猶予期間が経過した場合には、その拘禁刑を執行が猶予されなかった部分の期間を刑期とする拘禁刑に減軽する（刑法27条の7）。

### 執行猶予の取消し
必ず執行猶予が取り消されるのは次の場合である（刑の全部の執行猶予の必要的取消しは刑法26条、刑の一部の執行猶予の必要的取消しは刑法27条の4参照）。
1. 猶予期間中に別の罪を犯して執行猶予がつかない拘禁刑以上の刑に処せられたとき。
2. 猶予の判決確定前に犯した罪について執行猶予がつかない拘禁刑以上の刑に処せられたとき。
3. 猶予の判決確定前に、他の罪について拘禁刑以上の刑に処せられたことが発覚したとき。ただし、第25条第1項第2号に該当する者及び第26条の2第3号に該当するときを除く。

裁量的に執行猶予の言い渡しの取り消しができるのは次の場合である（刑の全部の執行猶予の裁量的取消しは刑法26条の2、刑の一部の執行猶予の裁量的取消しは刑法27条の5参照）。
1. 猶予期間中に別の罪を犯して罰金に処せられたとき。
2. 保護観察付きの執行猶予になった者が遵守事項を遵守せず、情状が重いとき。
3. 猶予の判決確定前に、他の罪について執行猶予付きの拘禁刑に処せられたことが発覚したとき（刑の全部の執行猶予の裁量的取消しの場合）。

拘禁刑の執行猶予が取り消されたときは、他の拘禁刑の執行猶予も取り消される（刑法26条の3・27条の6、他の刑の執行猶予の取消し）。
執行猶予を取り消すべき場合は、検察官が裁判所に対して取消の決定を請求する。（刑事訴訟法349条 - 349条の2）
執行猶予が取消しになる事例の大半は執行猶予中の再犯であるが、これについては単に執行猶予期間中に執行猶予に付さない自由刑に相当する罪を犯したのみでは足りず、さらに執行猶予期間中に執行猶予に付さない自由刑が確定した上で執行猶予期間の満期までに執行猶予取消し決定の効力が生じることが必要である。
運用上は極めて稀であるものの道路交通法違反等の罪でも罰金刑の判決を受ければ、執行猶予が取り消されてしまう可能性もある。なお、交通反則通告制度に基づく、いわゆる反則切符（「青切符」）により納付する反則金は行政罰で同規定の「罰金刑」には該当しない。
第26条の2第2号の保護観察遵守事項違反を事由とする取消しについては、執行猶予期間の満期間際に自由刑相当の再犯をしたことにより、その再犯をしたことが遵守事項違反として取消されている事案が大半を占めている。なお、この規定を理由とする取消しをする場合、猶予の言い渡しを受けた者には口頭弁論請求権がある（刑事訴訟法349条の2第2項）。
執行猶予が取り消された場合には、執行猶予期間中のどの期間であっても、言い渡された刑の全部について執行される。
猶予の判決確定前に、他の罪について禁錮以上の刑に処せられたことが発覚したときとは、「検察官において、上訴の方法により、違法に言渡された執行猶予の判決を是正する途がとざされた場合すなわち、執行猶予の判決確定によつて進行を始めた猶予期間中に、「猶予ノ言渡前他ノ罪ニ付禁錮以上の刑ニ処セラレタルコト」が、検察官に発覚したとき」とするのが判例である。

### 執行猶予の状況
刑の執行猶予の状況は次のとおり。
懲役
2019年には、46,102件の懲役判決が確定し、そのうち28,044件（60.8%）で刑の全部、1452件（3.1%）で刑の一部の執行猶予が付されている。またこのうち刑法25条2項によるもの、すなわち再度の執行猶予は、172件である
禁錮
2019年には、3,076件の禁錮判決が確定し、実刑判決は55件のみで、残り3021件（98.2%）に刑の全部の執行猶予が付されている。刑の一部の執行猶予はなかった。
罰金
2019年には、194,404件の罰金判決が確定しているが、執行猶予を付されたのは3件のみ。2002年 - 2018年についても、毎年1桁の件数。このように、罰金に執行猶予が付されることは滅多になく、極めて特殊な事件（例：公安事件の微罪検挙や軽微な事件について長期にわたり有罪無罪が争われて最終的に有罪判決が言い渡される場合など）に執行猶予が付される程度。

### 備考
- 公職政治家は「公職による収賄罪・斡旋利得罪」や「選挙違反[注 1]」や「政治資金規正法違反[注 2]」以外の罪で禁錮以上の刑で有罪になっても、実刑ではなく執行猶予付きであれば失職しない[注 3]。
- 茨城県内の裁判所において、執行猶予が付けられない刑について誤って執行猶予を付けてしまったことが、2013年7月に明らかになった。水戸地検も誤りに気付かないまま控訴せず、違法な状態で判決が確定している[9]。
- 執行猶予期間中に再び窃盗罪（万引き行為）を行った認知症患者に対し、2016年4月12日に神戸地方裁判所で、再び執行猶予付きの判決が言い渡された。当該判決は、被告人を診察した医師の「行動を抑制し難い状況にあった」との証言が受け入れられた形となった[10]。